# Marzieh Meshkini
Marzieh Meshkini (en persa: مرضیه مشکینی‎) (Tehran, 1969) es una directora de cine y escritora iraní.

## Biografía
Marzieh Meshkini estudió en la Makhmalbaf Film School, establecida como parte del Makhmalbaf Film House de mediados de los 90. Trabajó en diferentes películas de la MFH, entre ellas como ayudante de dirección en la película La manzana de Samira Makhmalbaf en 1998, y como guionista en el guion de la ópera prima de Hana Makhmalbaf, Buda explotó por vergüenza (Buda az Sharm foru Rikht, 2007). 
En 2000, Meshkini se convirtió en la primera mujer iraní en ganar un galardón en el Festival de Venecia por su largometraje de debut The Day I Became a Woman.

## Vida personal
Está casada con el director Mohsen Makhmalbaf, que escribió el guion de su primer film The Day I Became a Woman. Fruto de su relación nació Hana Makhmalbaf, que también es cineasta.

## Filmografía
- 2000: The Day I Became a Woman (Rouzi ke zan shodam)
- 2004: Los niños del fin del mundo (Sag-haye velgard)
- 2009: The Man Who Came with the Snow (codirigida junto a Mohsen Makhmalbaf)

## Premios y distinciones
Festival Internacional de Cine de Venecia
| Año  | Categoría                              | Película                    | Resultado |
| ---- | -------------------------------------- | --------------------------- | --------- |
| 2000 | Premio Isvema                          | The Day I Became a Woman    | Ganadora  |
| 2000 | Premio CinemAvvenire-Mejor ópera prima | The Day I Became a Woman    | Ganadora  |
| 2000 | Premio UNESCO                          | The Day I Became a Woman    | Ganadora  |
| 2004 | Premio Abierto                         | Los niños del fin del mundo | Ganadora  |